# Državna cesta D112
D112 je državna cesta u Hrvatskoj. 
Nalazi se na otoku Šolti i jedna je od dvije državne ceste na otoku. Prolazi kroz naselja Rogač i Grohote.
Ukupna duljina iznosi 1,9 km.